# Chorges (tổng)
Tổng Chorges là một tổng của Pháp ở tỉnh Hautes-Alpes trong vùng Provence-Alpes-Côte d'Azur.

## Địa lý
Tổng này được tổ chức xung quanh Chorges thuộc quận Gap. Độ cao thay đổi từ 610 m (Remollon) đến 2 510 m (Chorges) với độ cao trung bình 836 m.

## Hành chính
| Giai đoạn | Ủy viên               | Đảng | Tư cách |
| --------- | --------------------- | ---- | ------- |
|           | Bernard Allard-Latour | PS   |         |

## Các đơn vị cấp dưới
Tổng Chorges gồm 8 xã với dân số là 3 683 người (điều tra năm 1999, dân số không tính trùng)
| Xã         | Dân số | Mã bưu chính | Mã insee |
| ---------- | ------ | ------------ | -------- |
| Bréziers   | 124    | 05190        | 05022    |
| Chorges    | 1 882  | 05230        | 05040    |
| Espinasses | 587    | 05190        | 05050    |
| Prunières  | 232    | 05230        | 05106    |
| Remollon   | 398    | 05190        | 05115    |
| Rochebrune | 128    | 05190        | 05121    |
| Rousset    | 176    | 05190        | 05127    |
| Théus      | 156    | 05190        | 05171    |

## Biến động dân số
| 1962                                                     | 1968  | 1975  | 1982  | 1990  | 1999  |
| -------------------------------------------------------- | ----- | ----- | ----- | ----- | ----- |
| 2 144                                                    | 2 749 | 2 719 | 2 898 | 3 112 | 3 683 |
| Nombre retenu à partir de 1962 : dân số không tính trùng |       |       |       |       |       |